# Echinopsis oxygona
Espèce
Synonymes
- Echinocactus oxygonus Link

Statut CITES

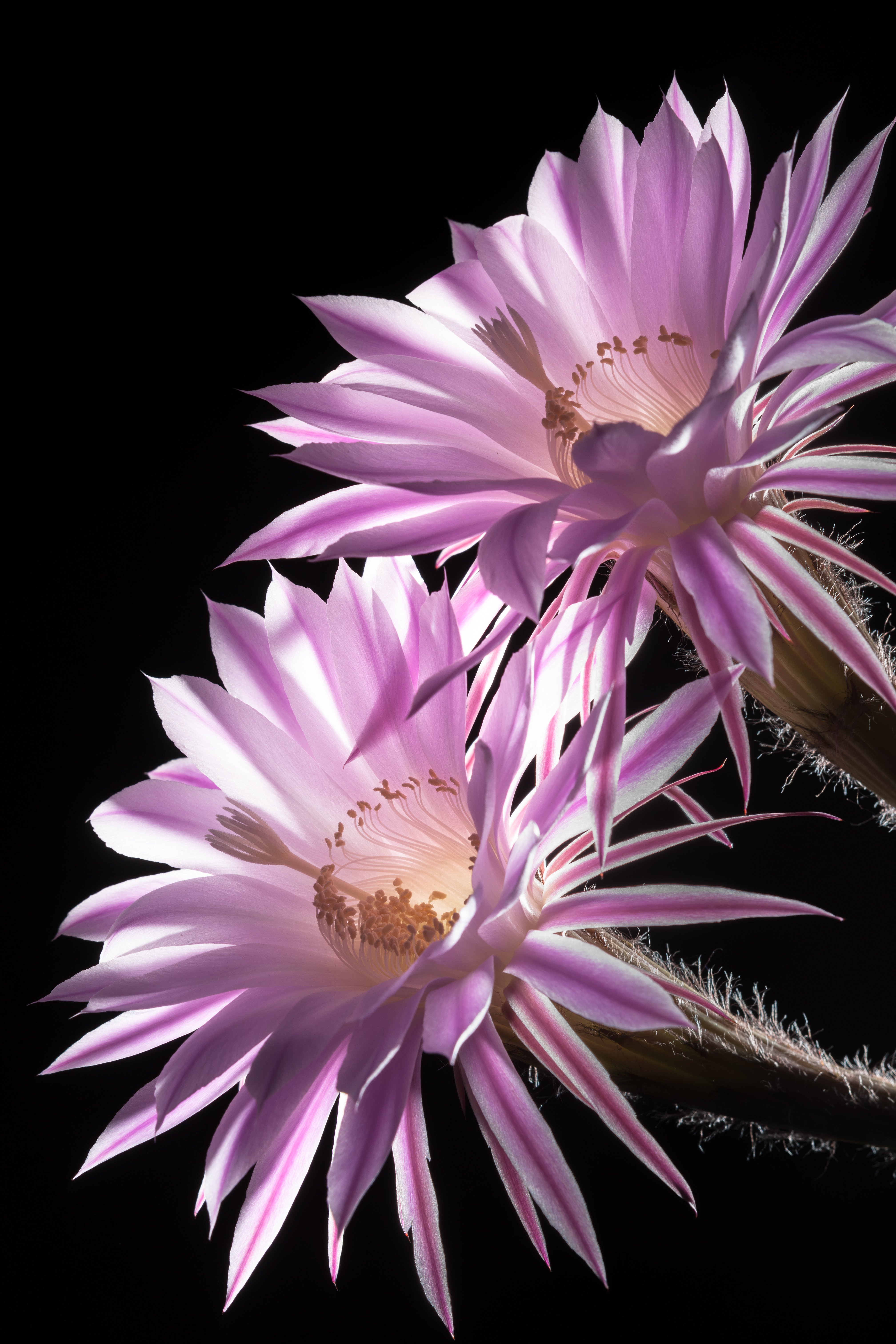
Une fleur d'echinopsis oxygona.

Echinopsis oxygona est une espèce de plantes à fleurs de la famille des Cactacées. C'est une plante grasse originaire d'Amérique du Sud.

## Liste des variétés
Selon Tropicos (11 octobre 2016) (Attention liste brute contenant possiblement des synonymes) :
- Echinopsis oxygona var. inermis
- Echinopsis oxygona var. subinermis
- Echinopsis oxygona var. turbinata Mittler in Labouret

## Images

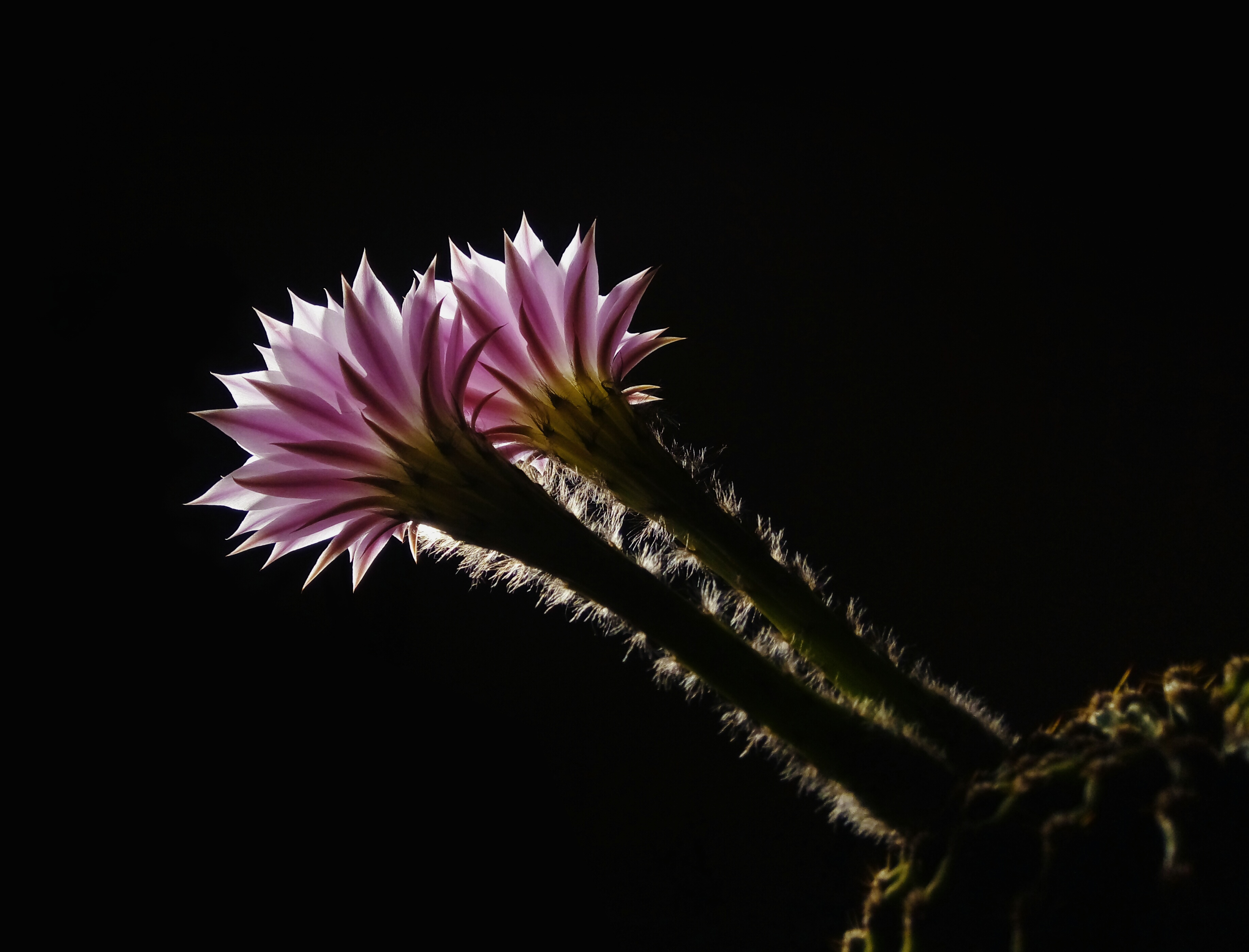
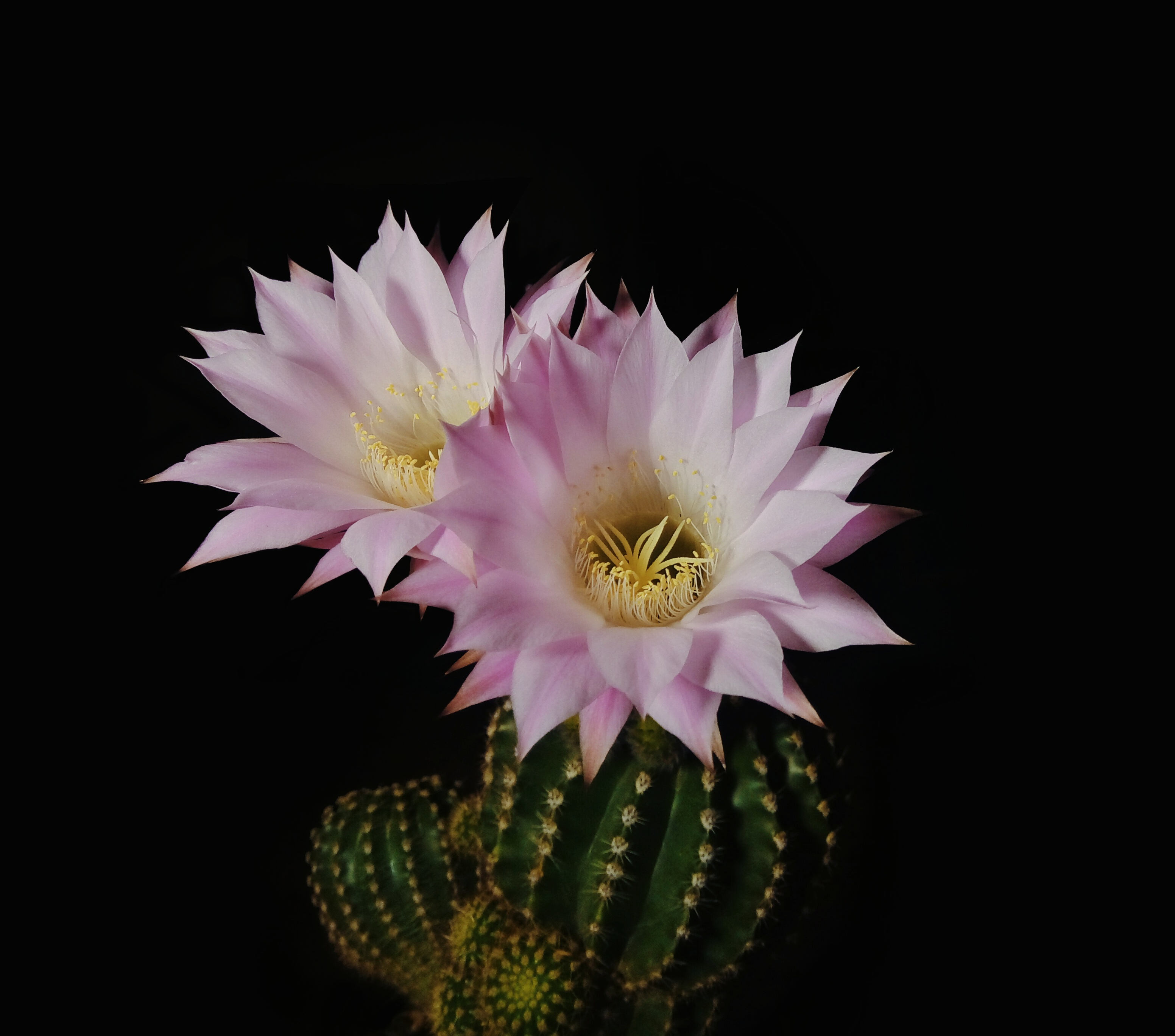
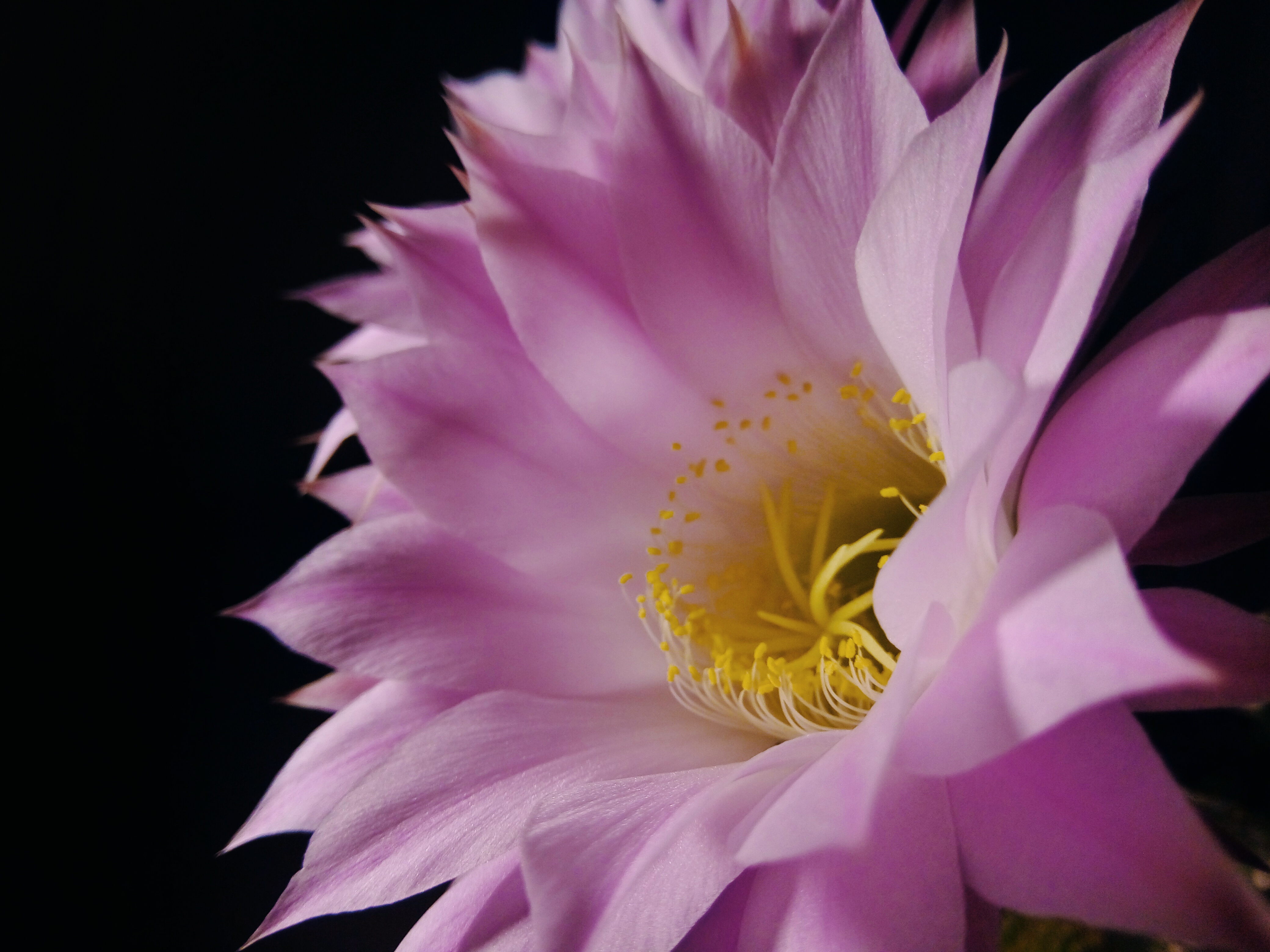
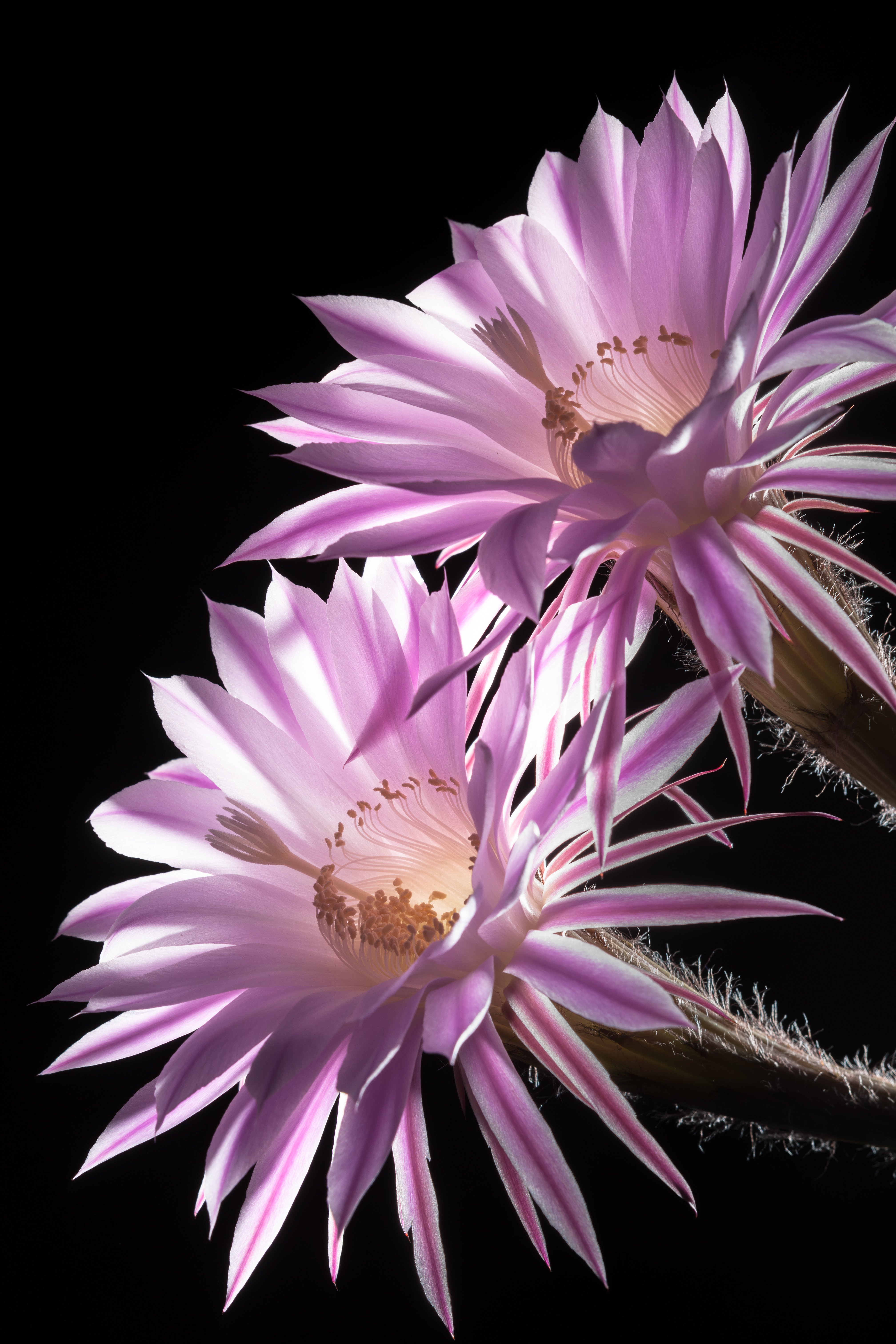
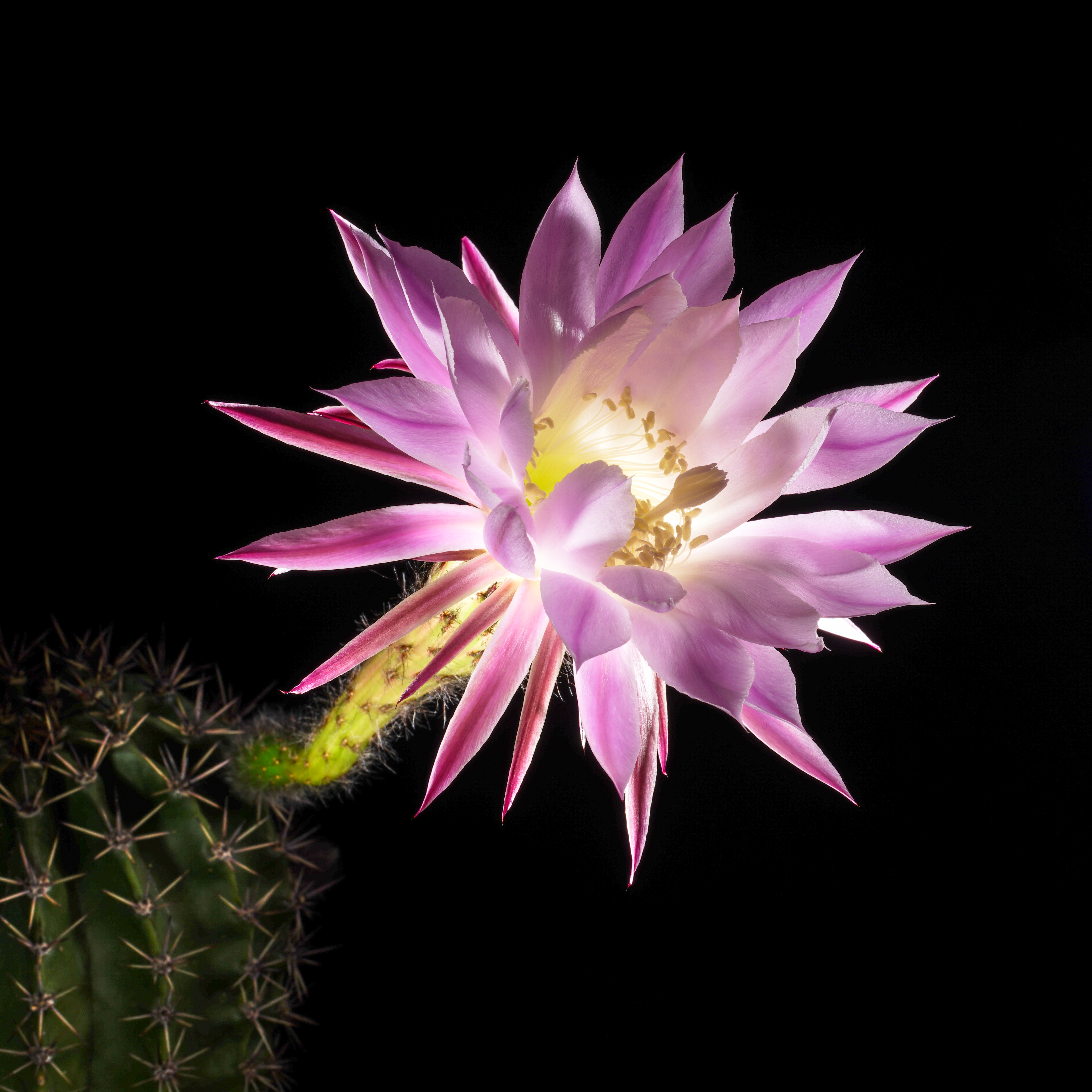